# Qubbet al-Hawa
Qubbet al-Hawa és un lloc a la riba oest del Nil, enfront d'Assuan, on es troben unes tombes tallades a la roca conegudes com a Tomba de la Princesa, que daten de l'Imperi Antic i algunes tombes de l'Imperi Mitjà i del Nou. Més tard hi va haver un monestir copte.